# 螢火/Show Time
「螢火/Show Time」（ほたるび/ショウ・タイム）は、日本の音楽ユニット・day after tomorrowの8作目のシングル。

## 概要
- 前作「Dear Friends/It's My Way」から約2か月ぶりにして、アルバム『primary colors』からの先行シングル。前作に引き続き、両A面で発売された。
- 表題1曲目は日本テレビ系列『AX MUSIC-TV』のテーマソング及び同系列『汐留スタイル!』のテーマソングに使用された。初めて単曲に対して複数のタイアップが付いた。
- 表題2曲目は明光ネットワークジャパン『明光義塾』のTV-CMソングに使用された。CMソングのタイアップは「CURRENT」以来3作ぶりとなった。
- オリコンチャート初登場10位を獲得。4作連続でトップ10入りを果たした。

## 収録曲
| 全編曲: 五十嵐充、day after tomorrow。 |                              |           |           |       |
| #                                      | タイトル                     | 作詞      | 作曲      | 時間  |
| 1.                                     | 「螢火」                     | 五十嵐充  | 鈴木大輔  | 6:27  |
| 2.                                     | 「Show Time」                | 五十嵐充  | 北野正人  | 4:40  |
| 3.                                     | 「螢火 (Instrumental)」      |           | 鈴木大輔  | 6:27  |
| 4.                                     | 「Show Time (Instrumental)」 |           | 北野正人  | 4:36  |
| 合計時間:                              | 合計時間:                    | 合計時間: | 合計時間: | 22:10 |

### 解説
1. 螢火
2. Show Time
3. 螢火 (Instrumental)
表題1曲目のインストゥルメンタルバージョン。
4. Show Time (Instrumental)
表題2曲目のインストゥルメンタルバージョン。

## 参加ミュージシャン
day after tomorrow
- misono：Vocals
- 北野正人：Guitar
- 鈴木大輔：Keyboards

support musician
- 五十嵐充：Programming & Keyboards (全曲)
- 加藤薫：Electric Guitar & Acoustic Guitar (#1,3)
- 川村ゆみ：Backing Vocals (#1)
- 広谷順子：Backing Vocals (#1)

## タイアップ
- 日本テレビ系列音楽番組『AX MUSIC-TV』AX POWER PLAY 48テーマソング (#1)
- 日本テレビ系列情報バラエティ番組『汐留スタイル!』テーマソング (#1)
- 明光ネットワークジャパン『明光義塾』TV-CMソング (#2)

## 収録アルバム
- primary colors (#1,2)
- complete Best (#1,2)
- single Best (#1)
- Selection Best Album (#1)